# Rockefeller State Park Preserve
Rockefeller State Park Preserve ist ein State Park in Sleepy Hollow Westchester County, New York. Der Park liegt in den östlichen Vorbergen des Hudson River in Westchester County. Er um fasst 6,28 km² (1552 Acre) und hat eine bedeutende Geschichte. Er wurde dem State of New York 1983 von der Rockefeller-Familie geschenkt.

## Geographie
Das Rockefeller State Park Preserve wurde von der National Audubon Society als Important Bird Area mit mehr als 180 Vogelarten ausgewiesen. Es gibt Kutscherpfade (carriage trails) und beliebte Aussichtspunkte. Im Park verlaufen 51 km an Kutschpfaden, auf denen die Besucher die verschiedenen Habitate besuchen können. Die Landschaft besteht aus einer Vielfalt an Weiden, Hainen und Wäldern, mäandrierenden Bächen, Feuchtgebieten und dem 9,7 ha (24 Acre) großen Swan Lake.
Das Preserve schließt sich unmittelbar an den Old Croton Aqueduct State Historic Park und den Sleepy Hollow Cemetery an (Cedar Hill, Battle Hill). Darüber hinaus grenzt er an ausgedehnte Ländereien, die der Rockefeller-Familie gehören und ebenfalls öffentlich zugänglich sind. Die Wege in den privaten Ländereien werden noch immer von den Rockefellers genutzt. Sie stehen mit den Wegen im Park in Verbindung. Viele davon wurden von John D. Rockefeller (Sr.) und seinen Nachkommen angelegt. Zugang zum Park gibt es in der Sleepy Hollow Road und an der Bedford Road/Route 448 in Sleepy Hollow. Ein Teilgebiet des Parks liegt westlich des Preserve am Hudson River. Dieser Teil ist bekannt als die Rockwood Hall Section.

## Freizeitaktivitäten
Im Park kann man Wandern, Joggen, Reiten, Vögel beobachten und Angeln.
Das Visitor Center verfügt über eine kleine Kunstgalerie in der Werke lokaler Künstler ausgestellt werden.
Stone Barns Center for Food & Agriculture, ein „Non-profit-Landwirtschafts- und Bildungs-Zentrum für die Verbreitung von nachhaltiger Nahrungsmittelproduktion.“ kann zu Fuß vom Park aus erreicht werden.
Der Park ist ganzjährig geöffnet von Sonnenaufgang bis Sonnenuntergang. Es wird eine Parkgebühr erhoben.

## In der Populärkultur
Der Parkeingang an der New York State Route 117 und die Straße selbst waren Drehort für die Komödie Super Troopers von 2002.